# Partit Popular Eslovac
El Partit Popular Eslovac (en eslovac: Slovenská ľudová strana, SĽS) va ser un partit eslovac d'extrema dreta, descrit per alguns autors com un grup nacionalista, feixista i clerical. Al llarg de la seva història va rebre diverses denominacions: Partit Popular Eslovac (Slovenská ľudová strana, SĽS) entre 1913 i 1925; Partit Popular Eslovac d'Hlinka (Hlinkova slovenská ľudová strana, HSĽS) entre 1925 i 1938; i Partit Popular Eslovac d'Hlinka-Partit de la Unitat Nacional Eslovaca (Hlinkova slovenská ľudová strana – Strana slovenskej národnej jednoty, HSĽS-SSNJ) entre 1938 i 1945.
Tot i ser el més votat a Eslovàquia en algunes eleccions, mai va comptar amb un suport clarament majoritari entre la població i al conjunt de Txecoslovàquia era clarament marginal. Aquesta situació va canviar després del desmembrament de Txecoslovàquia, en què es va convertir en l'únic partit tolerat pel règim eslovac, situació que duraria fins al final de la Segona Guerra Mundial.

## Història

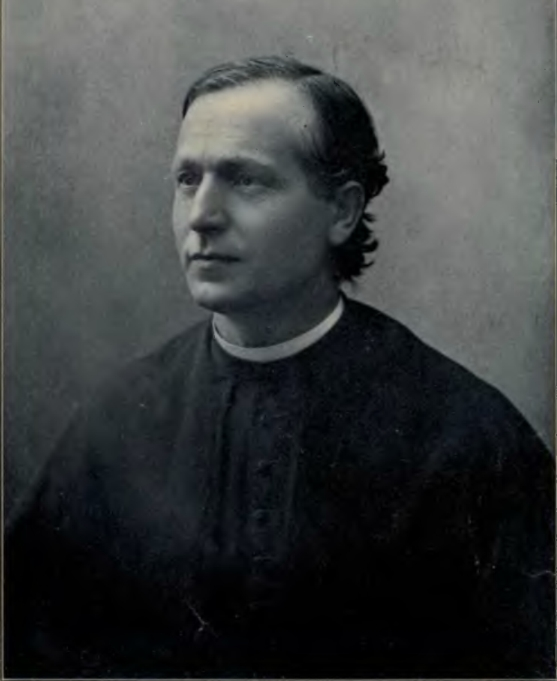
Andrej Hlinka a la seva joventut (1908).

### Creació i primers anys
Al començament del segle xx a Àustria-Hongria només el Partit Nacional Eslovac (Slovenská národná strana, SNS) era l'únic partit que havia promogut específicament els interessos dels eslovacs. No obstant això, cap al 1905 diverses personalitats eslovaques es mostraven crítiques amb la línia política de l'SNS i es van separar, formant una nova agrupació. El partit seria fundat finalment a Žilina en 1913 pel polític i sacerdot eslovac Andrej Hlinka, al costat de František Skyčák. Fins al desmembrament de l'Imperi austrohongarès, Hlinka va mantenir una posició contrària a Hongria i la política de magiarització sobre les poblacions eslovaques, cosa que li va valer ser empresonat per les autoritats durant tres anys i ser suspès per l'Església en les seves funcions. Això, però, va portar a promoure pel partit la separació del Regne d'Hongria.

Durant la Primera Guerra Mundial el partit va romandre inactiu, en part, per evitar ser acusats d'activitats contra l'Imperi Austrohongarès. Pocs dies abans del final del conflicte, Hlinka va signar la declaració de Martin, en què polítics eslovacs expressaven la seva voluntat d'unir-se políticament amb la nació txeca. El mateix Hlinka va declarar:
| « | És hora d'actuar. Hem de decidir si en futur ens trobarem al costat dels hongaresos o al costat dels txecs. Declarem-nos obertament a favor de l'orientació txecoslovaca! El nostre matrimoni mil·lenari amb els magiars ha fracassat. Hem de separar-nos! | » |

### Sota Txecoslovàquia
Després de la creació de Txecoslovàquia, el SĽS va tornar a recuperar la seva activitat política. Tot i això, l'idil·li amb els txecs no va durar gaire, ja que després de la constitució del nou estat Hlinka va començar a manifestar-se contrari a l'associació amb els txecs, en considerar que Eslovàquia no havia rebut una autonomia real i que quedava sota el control del Govern central de Praga. La seva postura combativa amb el govern de Tomáš Masaryk li va guanyar un important suport popular entre els eslovacs, que es mantindria fins al moment de la seva mort.
Durant els anys 1920 va estar activa una milícia extremista de l'HSĽS, la Rodobrana. Tot i que era una milícia petita, era una branca activa de l'organització. Aquesta que va quedar sota el control de Vojtech Tuka i no va passar gaire temps fins que va ser prohibida per les autoritats txecoslovaques el 1923, i novament el 1927.
En 1925 la formació política va ser renomenada com a «Partit Popular Eslovac d'Hlinka» (Hlinkova slovenská lidová strana, HSĽS). Durant aquest període es va caracteritzar per les seves polítiques clarament conservadores, la seva total filiació catòlica i la seva postura anticomunista. Ja a les eleccions de 1920 es va convertir en el tercer partit més votat a Txecoslovàquia, amb un 17,5% dels vots. Al llarg dels anys següents molts dels seus votants es trobaven entre els camperols eslovacs, principalment per la seva decepció amb la reforma agrària empresa pel govern entre 1920 i 1929. Hlinka va mantenir també converses amb Milan Hodža del Partit Agrari Eslovac que no van fructificar per la insistència d'Hlinka de crear un parlament amb capacitat legislativa per a Eslovàquia. No obstant això, l'HSĽS va entrar al gabinet txecoslovac al començament de 1927, després de ser-li promès que el sistema d'organització territorial per comtats seria substituït per províncies, com reclamava Hlinka. El 14 de juliol de 1927 es va aprovar aquesta reforma, un fet que va suposar una alegria per Hlinka, ja que ho veia com un pas cap a l'autonomia eslovaca. L'aprovació d'aquesta mesura administrativa va augmentar la popularitat del partit, encara que de manera efímera, atès que poc temps després el partit es veuria sacsejat per un fet inesperat.
El 1929 Hlinka es va mostrar partidari de continuar donant suport a Vojtech Tuka, que havia estat acusat de traïció i espionatge militar. El fet va provocar tensions entre els dirigents de l'HSĽS. Finalment, Tuka va ser condemnat pels dos càrrecs, després Hlinka va retirar al partit del govern com a senyal de protesta, a només uns dies de les eleccions parlamentàries. A més, en aquestes circumstàncies, Hlinka va insistir a incloure Tuka com a candidat per als comicis. El gest va ser un desastre per al partit, que va perdre 168.000 vots, encara que va continuar sent la principal força política eslovaca.
Amb l'arribada dels anys 1930 la postura del partit es va anar radicalitzant cada cop més, encara que Hlinka va mantenir-hi el poder absolut. No obstant això, el 16 d'agost del 1938 Hlinka va morir, en un moment de gran inestabilitat a causa de les reclamacions territorials alemanys sobre els Sudets i sense que Hlinka hagués designat un successor, encara que s'havia inclinat cap al candidat extremista. Durant el caos intern que va resultar als Acords de Múnic, el 6 d'octubre els eslovacs van declarar la seva autonomia dins de Txecoslovàquia i les autoritats de Praga es van veure forçades a reconèixer aquest fet. El sacerdot Jozef Tiso, que des de feia anys havia exercit com un dels líders del partit, a la mort d'Hlinka va veure reforçada la seva posició davant d'altres candidats per succeir Hlinka. Tiso també es va convertir en el cap del nou govern autònom eslovac. Amb això el HSĽS va reforçar la seva posició dins de la regió eslovaca.
Per aquestes mateixes dates alguns militants de l'ala més extremista van crear un grup paramilitar, l'anomenada «Guàrdia de Hlinka», que recuperava l'estela de la desapareguda «Rodobrana» i que s'acabaria convertint en la milícia privada del SĽS. Per la seva banda, a la tardor de 1938 la majoria de forces eslovaques de signe conservador i nacionalista es van unir al voltant de l'HSĽS, que es va anomenar com «Partit Popular Eslovac d'Hlinka–Partit de la Unitat Nacional Eslovaca» (HSĽS–SSNJ).

### Segona Guerra Mundial i desaparició
El març de 1939 es va produir la independència d'Eslovàquia, com a conseqüència directa de l'ocupació alemanya de Txecoslovàquia. Jozef Tiso va assumir el lideratge del nou estat, recolzat fermament des de Berlín per les autoritats nazis. Al començament de la Segona Guerra Mundial, Tiso va centrar els seus esforços a reorganitzar el partit: va reconstruir els quadres polítics, nomenant nous membres al Consell de direcció, i va mobilitzar les dones per incorporar-les a les bases de l'HSĽS.
Tot i això, durant la guerra el partit va entrar un profund conflicte per la rivalitat que va sorgir entre les dues ales que es van formar, ambdues enfrontades una a l'altra. L'ala conservadora liderada per Tiso i amb el suport dels sectors catòlics cercava la creació d'un estat catòlic i autoritari. Els membres d'aquest sector ocupaven els llocs principals de l'administració, del partit i de l'Església. Per contra, l'ala liderada per Vojtech Tuka estava molt influïda per Alemanya nazi, era profundament antisemita, antitxeca i aspirava a la creació d'un «Estat nacionalsocialista eslovac». Els partidaris de Tuka, que des del 1939 era el primer ministre, estaven concentrats al voltant de la Guàrdia d'Hlinka. Els extremistes de la Guàrdia d'Hlinka van intentar donar un cop d'estat del 1941, però l'intent va ser avortat i les disputes entre tots dos grups van acabar amb la proclamació de Tiso com a «cabdill» de l'Estat i del partit. Conseqüència de l'afebliment de la seva posició, Tuka va dimitir com a president del partit el gener de 1943, encara que va continuar ocupant altres càrrecs.
Després de la insurrecció nacional eslovaca durant la tardor de 1944, el país va ser ocupat per l'Exèrcit alemany i la seva autonomia es va veure dràsticament reduïda. El partit va deixar d'existir amb l'alliberament d'Eslovàquia per les tropes de l'Exèrcit soviètic entre l'abril i el maig del 1945. Durant la postguerra molts dels membres del partit van ser perseguits o executats, com va ser el cas de Tiso o Tuka.